# Thomas Giegerich (Schauspieler)
Thomas Rudolf Giegerich (* 23. September 1971 in Erlenbach am Main) ist ein deutscher Schauspieler.

## Leben
Thomas Giegerich wurde in Erlenbach am Main geboren und wuchs in Eisenbach auf. Nach dem Abitur in Michelstadt, wo er mit der Theatergruppe „ROST - Respektlose Odenwälder spielen Theater“ seine ersten Bühnenschritte unternahm, machte er zunächst seinen Zivildienst in der Altenpflege in Mainz. Nach einem kurzzeitigen Studium der Philosophie, Politikwissenschaft und Hispanistik an der Universität Marburg ging er dann nach Berlin.

## Werdegang
Seine Schauspielausbildung absolvierte er von 1994 bis 1997 an der Schauspielschule Die Etage - Schule für die darstellenden Künste e.V. in Berlin. Von 1998 bis 2000 war er Ensemblemitglied an der Theaternative C in Cottbus, von 2000 bis 2002 am Thüringer Landestheater Rudolstadt/Eisenach. Weitere Engagements führten ihn u. a. ans Landestheater Detmold, zu den Clingenburg-Festspielen, ans Dehnberger Hoftheater, ans Theater am Puls Schwetzingen, ans Kabarett Die Kiebitzensteiner in Halle/Saale, ans Zimmertheater Rottweil sowie zu den Langenargener Festspielen. Seit 2007 gastiert er fast jährlich am Freien Theater Bozen, mit dem er auch an internationalen Theaterfestivals in Armenien, China und Serbien teilnahm.

## Filmografie (Auswahl)
- 2006: Alles über Anna (1 Folge)
- 2009: Der Teufel mit den drei goldenen Haaren (2009)
- 2016: Bittersüß
- 2016–2018: SOKO Wismar (2 Folgen)